# 北陸鉄道モハ3000形電車

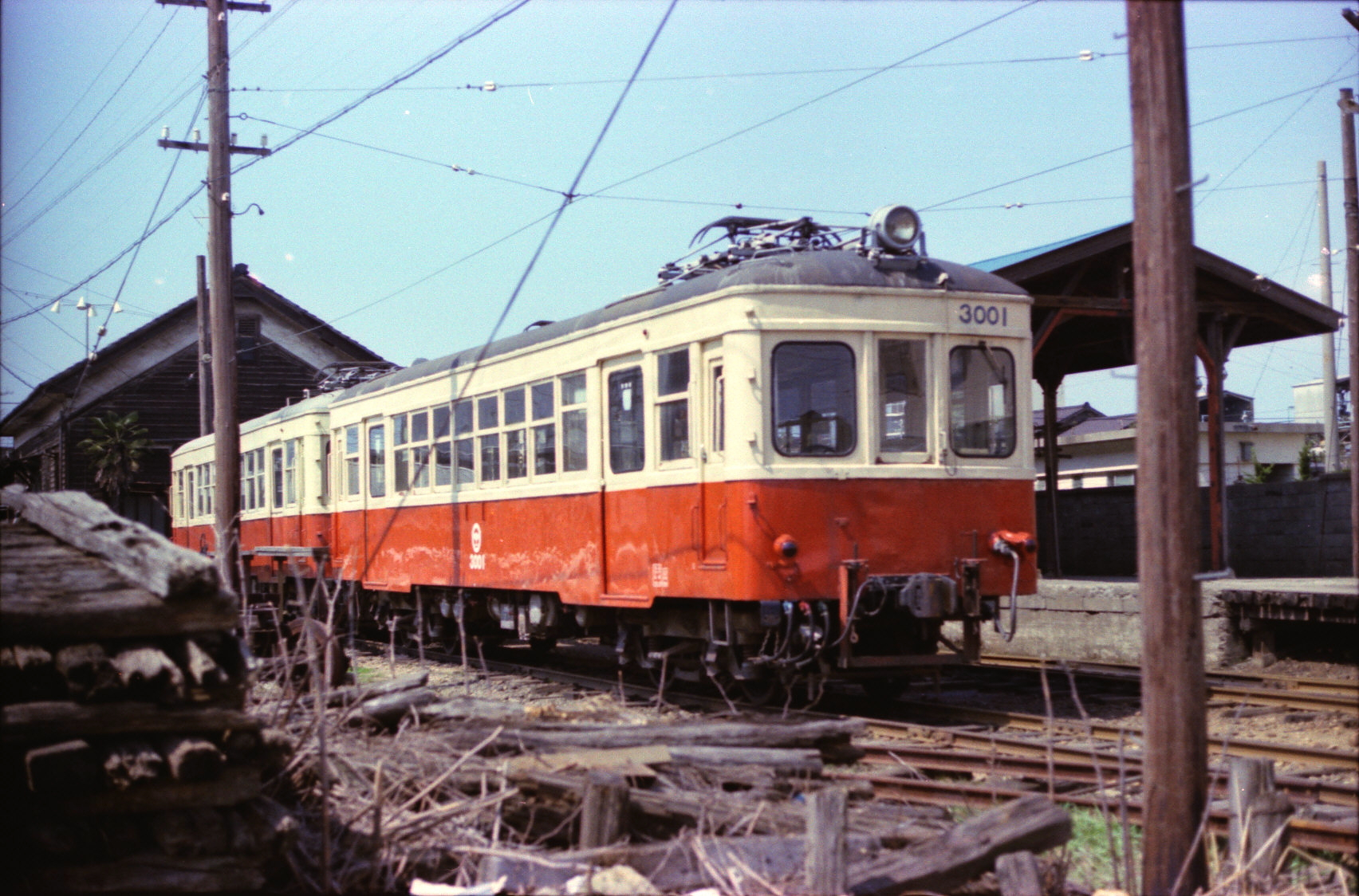
3001 小松駅付近　1977年

北陸鉄道モハ3000形電車（ほくりくてつどうモハ3000がたでんしゃ）はかつて北陸鉄道の鉄道線・軌道線で使用された鉄道車両である。

## 概要
1949年に金名線の電化に備えて日本鉄道自動車工業で5両が製造され、モハ1100形1101 - 1105として石川総線に投入された。その直後の同年に行われた一斉改番で、モハ3000形3001 - 3005に改められている。
車体設計は日本鉄道自動車工業が第二次世界大戦前後に製造し、各地の私鉄へ納入した一連の10m - 16m級小型電車シリーズに共通する特徴を有し、北陸鉄道では他に松金線用モハ1000形が車体長こそ異なるものの、ほぼ同系の設計となっている。

## 車体
全長14.82メートルの両運転台、2扉半鋼製車体を備える。
これは窓の上下にそれぞれウィンドウヘッダー、ウィンドウシルと呼ばれる補強帯が露出した、この時代の鉄道車両としては標準的な構造で、窓配置はd1D(1)6(1)D1d（d：乗務員扉・D：客用扉、(1)：戸袋窓）で、側窓は戸袋窓を含め全て中央に横桟が入った木枠による2段窓となっており、戸袋窓以外は下段上昇式である。また、乗降用ホームの床面高さが低いため、ステップ付の客用扉と戸袋部分の車体裾が一段下げられていた。前面は緩やかな半流線型で、中央窓のみ狭幅の非貫通3枚窓を備える。
屋根は幕板直上に雨樋を置いて屋根布を張った、通常の丸屋根であった。
座席はすべてロングシートで、乗務員室と客扉の間には座席がなく、定員は100（座席36）名である。

## 主要機器
台車は製造当初日本鉄道自動車工業製釣合梁式台車であるNT-28Bを装備する。
主電動機は直流整流子式直巻電動機である神鋼電機MT60を1台車に2基ずつ吊り掛け式で装架し、主制御器は日立製作所製自動加速式多段電動カム軸制御器のMMC-L50を搭載する。
ブレーキはSME非常弁付き直通空気ブレーキを装備する。
集電装置は新造時の石川総線の標準に従い、トロリーポールを装着する。
前照灯は入線当初運転台下の腰部に取り付けられていた（いわゆるオヘソライト）が、のち屋根上に移設された。尾灯はいわゆる「ガイコツ形」の外付け形のものを前面腰板の下部、左右2か所に設置した。

## 運用

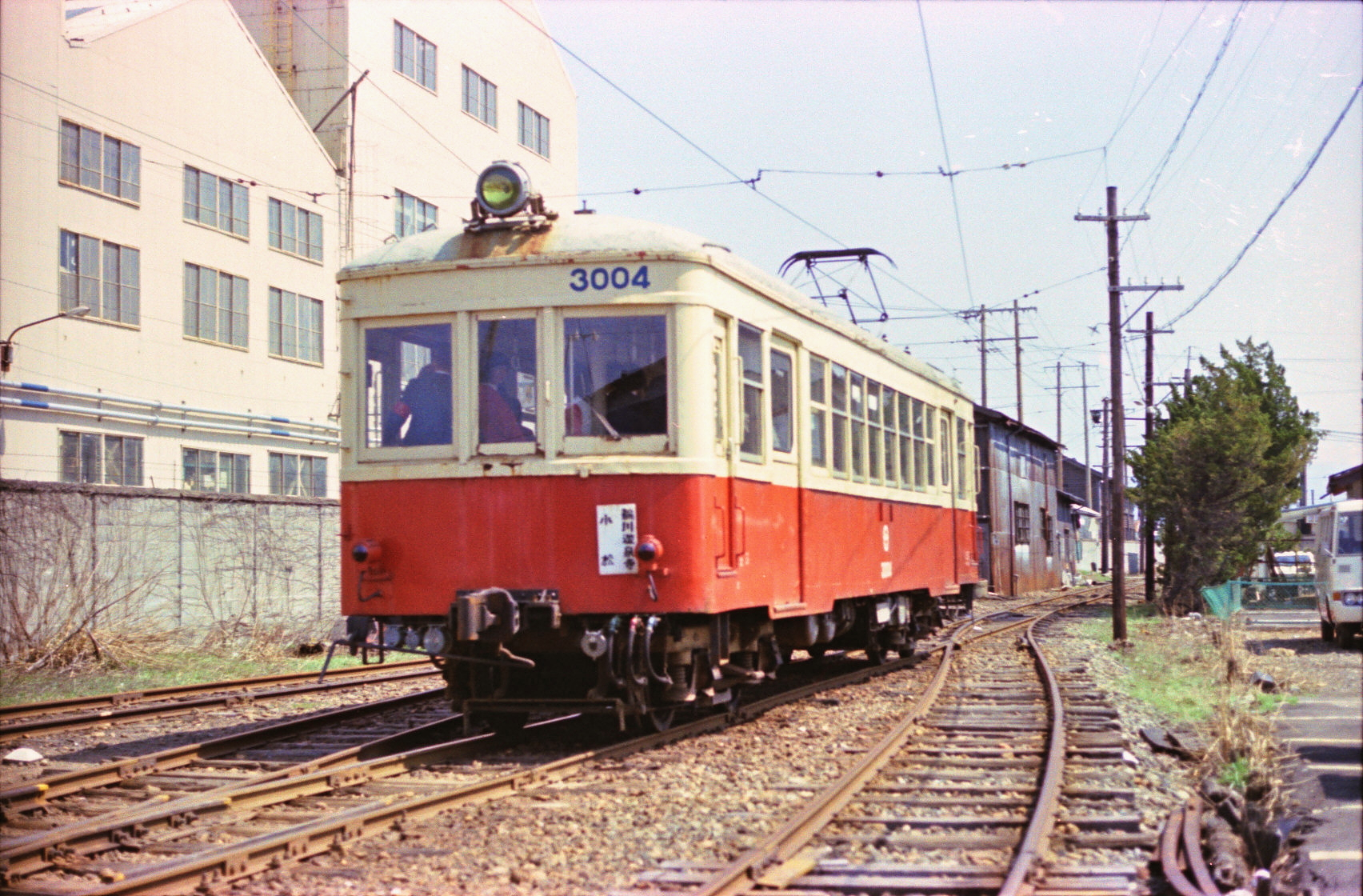
3004 小松駅付近　1977年

新造以来5両揃って石川総線で運用され、1959年に台車を日本車輌製造本店製ウィングばね台車のND7に新製交換した。この際、発生したNT-28Bはモハ1801・1802、モハ3351、モハ3551、サハ611の各車に流用され、以後もたらい回しのごとく転用が繰り返されていた。
また集電装置を1958年にZパンタグラフに、さらに1961年には菱形パンタグラフへの交換が実施されている。
その後、モハ3005は1963年にモハ5101との衝突事故で車体を大破し、阪野工業所の出張工作でノーシルノーヘッダー、張上げ屋根、両妻面貫通式に復旧され、新車同様に生まれ変わった。
その他、オリジナルの形態を残していた3001 - 3004もこの時期以降、前面窓のHゴム化（3001 - 3003）や側窓枠の金属化（3003）、アルミサッシ化（3004）、客扉の鋼製化（3004のみ窓が小さい）などによって1両ごとに差異が生じ、各車の形態はバラエティに富むことになった。
1964年に、より大型のモハ3700形（元名鉄モ700形）などが投入されると比較的小型の本形式は余剰を来たした。もっとも他形式とは異なり1形式5両とまとまった数が在籍していたことから、軌道法準拠の金石線へ排障器の取り付け改造を実施して転出、さらに同線が廃止されると小松線へそれぞれ全車揃って移動している。
なお、小松線所属時代には同線に除雪用電気機関車の配置がなかったことから、冬季除雪用のスノープラウが取り付けられるよう、3001の前面下部に取り付け金具が追加装備されている。
1986年の小松線廃止と同時に、全車廃車となった。

## 廃車後
小松線廃止後、本形式は車庫を併設していた旧小松駅構内で解体作業が進められたが、モハ3005の車体のみは一般に引き取られ、石川県加賀市内で倉庫として利用されている。
また、本形式の廃車で発生した3003 - 3005用ND7台車は浅野川線のモハ3563・クハ1203・クハ1212に転用されている。
これらの内、クハ1203が1990年に廃車されると、ND7Aは今度はクハ1301に転用され、これらの台車は最終的にこれら3両の装着車の廃車まで使用された。